# David di Tommaso
David di Tommaso, né le 6 octobre 1979 à Échirolles et mort le 29 novembre 2005 à De Meern, est un footballeur français.

## Biographie

### Carrière

#### Formation à l'AS Monaco
David di Tommaso intègre l'équipe pro de l'AS Monaco lors de la saison 1998-1999. Claude Puel, alors entraineur de l'ASM, lui laisse sa chance et le fait rentrer le 16 janvier 1999 contre le Racing Club de Lens à la place de John Arne Riise pour jouer douze minutes. Après ce match, il gagne pendant quatre matchs une place de titulaire au côté de Julien Rodriguez contre le Paris SG, Le Havre et le Stade rennais.
Lors de la saison 1999-2000, il joue sept matchs et remporte le Championnat de France de football.

#### CS Sedan Ardennes
Néanmoins, il ne termine pas la saison avec le club, transféré au CS Sedan. À partir de la saison 2001/2002, il devient titulaire avec Sedan disputant 24 matchs en 2001-2002. En 2002, il est appelé à remplacer Julien Escudé pour un match avec l'équipe de France espoirs contre le Portugal. Il est finaliste du Championnat d'Europe espoirs 2002 avec l'équipe de France des moins de 21 ans.
La saison 2002/03 commence pourtant bien pour di Tommaso qui marque le premier but de sa carrière sur la pelouse des Girondins de Bordeaux en égalisant à 1-1 le 6 octobre 2002 dans un match qui se conclura par un match nul 2-2. La saison tourne vite à l'opération maintien que les sedanais ne réussissent pas, échouant au dix-neuvième rang, synonyme de relégation. En Ligue 2, di Tommaso garde son temps de jeu avec 26 matchs ; Il écope d'un carton rouge direct lors de la rencontre Chamois niortais/CS Sedan à l'heure de jeu. Il marque le second but de sa carrière contre Amiens le 27 mars 2004 dans un match qui avait déjà vu trois expulsions. À la fin de la saison, David quitte le club après une cinquième place au classement.

#### FC Utrecht
Di Tommaso est acheté par le FC Utrecht lors du mercato d'été avant la saison 2004-05. Bénéficiant d'une place de choix, David joue trente-et-un matchs pour le FC Utrecht et est nommé Joueur de l'année par les supporters du club d'Utrecht. Toujours lors de cette même saison, il remporte la Supercoupe des Pays-Bas de football, ce qui sera son dernier trophée.
Après une bonne saison laissant plein d'avenir pour la suite, di Tommaso commence la saison 2005-2006 parfaitement en marquant un but et en disputant treize matchs. Son dernier match est une victoire sur l'Ajax Amsterdam 1-0 où joue un autre français Julien Escudé.

## Décès
Dans la nuit du lundi 28 au mardi 29 novembre, David di Tommaso perd la vie à l'âge de 26 ans. Le médecin du club d'Utrecht Frank van Hellemondt déclare que le joueur était allé se coucher tôt après le dîner car il pensait qu'il avait trop mangé. L'autopsie révélera un arrêt cardio-circulatoire. Le décès de di Tommaso fait naître une vive émotion aux Pays-Bas, Le football lui-même est au second plan comme le déclare Foeke Booy, entraineur de l'équipe. Le décès du joueur formé à Monaco entraine le report du match de Utrecht le 3 décembre.
Le lendemain de l'annonce de son décès, l'écran géant du Stadion Galgenwaard (stade du club) affiche la phrase David, repose en paix, et de milliers de supporters viennent déposer des gerbes ainsi que des fleurs aux abords du stade. Son ami et adversaire d'un soir Julien Escudé affirme que David était apparu en bonne forme sur la pelouse. Pour éviter tout début de rumeur, le porte-parole du club déclare que Di Tommaso ne se dopait pas. Le numéro 4 que portait David ne sera jamais plus utilisé en mémoire de 'Dito'. Le club de Sedan a pris la même décision en retirant le numéro 29 qu'il avait porté dans les Ardennes.
Le 23 mars 2007 se déroule un match hommage sur la pelouse du Stadion Galgenwaard où est présent son club formateur l'AS Monaco. Deux de ses amis Gaël Givet et Sébastien Squillaci (formés avec David) décident de mettre en vente quarante-et-un maillots collectors de nombreux joueurs internationaux qui serviront de fonds pour la famille Di Tommaso.
David di Tommaso laisse sa femme Audrey ainsi que son petit garçon Noa (qui a pour parrain Sébastien Squillaci).